# Albert Auguste Le Ris de La Chapelette
Albert Auguste Le Ris de la Chapelette, né le 24 janvier 1734, mort le 23 octobre 1811, est un général de brigade de la Révolution française.

## États de service
En 1765, il est capitaine à la suite au Régiment d'Angoumois, et il sert à Saint-Domingue. Capitaine commandant la compagnie de chasseurs de son régiment, il est fait chevalier de Saint-Louis en 1768.
Il est nommé colonel le 24 octobre 1792, commandant le 80e régiment d’infanterie de ligne.
Il est promu général de brigade provisoire le 25 avril 1793, à l’armée des Pyrénées occidentales. Le 30 avril il commande le camp de Sare, lorsque les Espagnoles attaquent par surprise, il parvient avec 200 hommes du 80e à arrêter l’ennemi à la hauteur de Sainte-Barbe. Il est confirmé dans son grade de général le 15 mai 1793.
Il est admis à la retraite le 16 août 1794.
Il meurt le 23 octobre 1811.

## Sources
- (en) « Generals Who Served in the French Army during the Period 1789 - 1814: Eberle to Exelmans »
- (pl) « Napoléon.org.pl »